# Annarotte
Annarotte ist eine Ortschaft und eine Katastralgemeinde der Gemeinde Annaberg in Niederösterreich.

## Geografie
Die Katastralgemeinde besteht aus dem Hauptort Annaberg auf der Passhöhe Annaberg, den Rotten Schmelz, Äußere Schmelz, Innere Schmelz und Koteau sowie der Streusiedlung Pfarralm und weiteren Gebäuden, die alle über die Mariazeller Straße B20, die Landesstraße L101 und kleinere Zufahrtswege erschlossen sind.

## Öffentliche Einrichtungen
In Annarotte befindet sich eine Volksschule.